# Drapeau de la Gaspésie
Le drapeau de la Gaspésie est un drapeau sur fond bleu composé d'une croix blanche bordée de rouge avec une étoile jaune au centre et des ancres jaunes aux quatre cantons.

## Histoire

### Création et popularisation

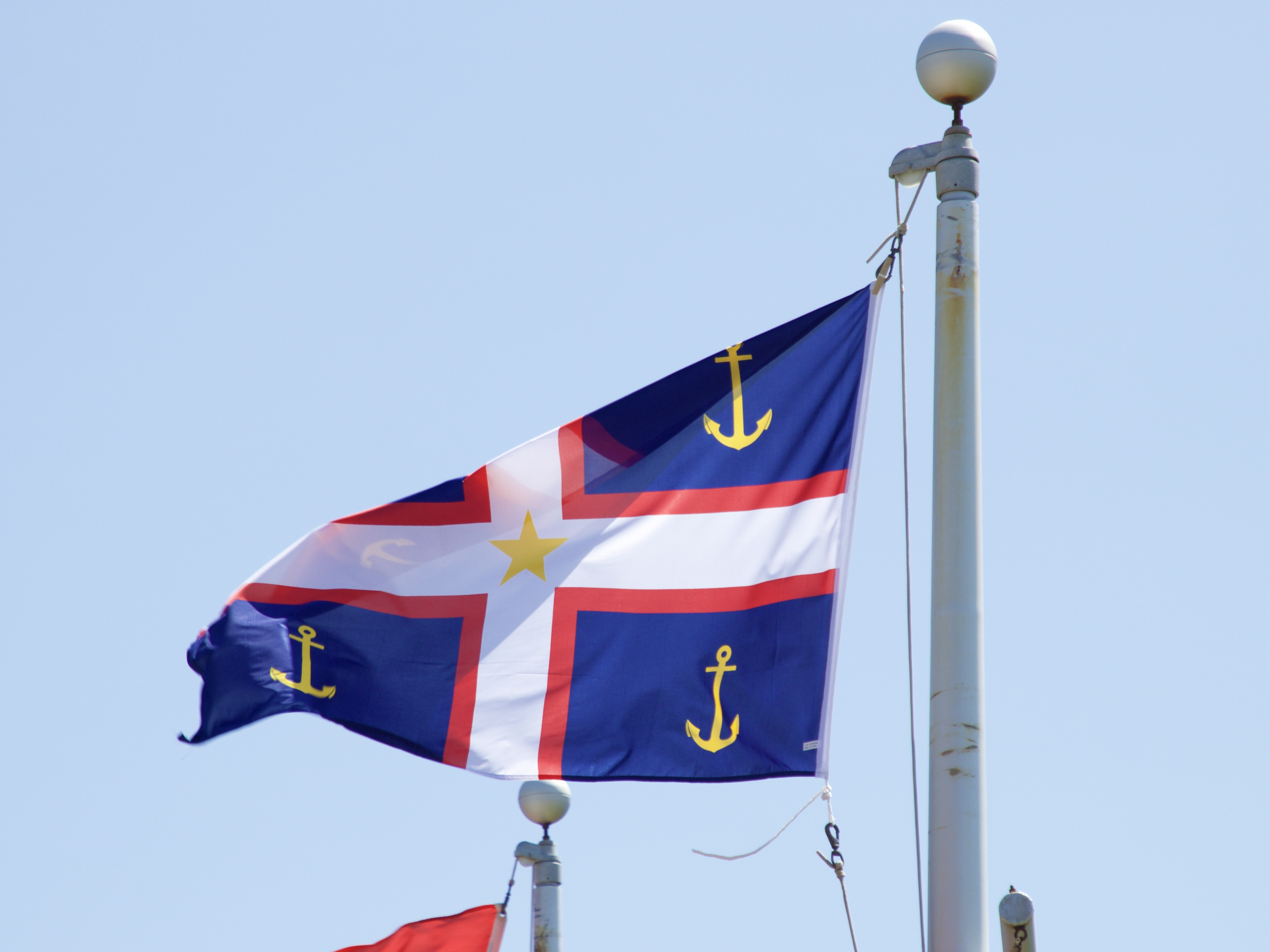
Drapeau de la Gaspésie aperçu à Grande-Vallée.

Le drapeau est conçu en 2001 par l'historien Marc-Antoine DeRoy, résident de Sainte-Anne-des-Monts, en collaboration avec son ami Dave Noël. Il est présenté sur les médias sociaux et à la conférence régionale des élus de la Gaspésie.
En 2016, une campagne de sociofinancement est lancée par Michelle Lauzon et Lucie Sainte-Marie afin de produire des drapeaux. En 2023, le drapeau est distribué par le Regroupement des MRC de la Gaspésie à tous les députés de l'Assemblée nationale à l'occasion de la Journée de la Gaspésie[réf. souhaitée].

### Reconnaissance officielle
En 2021, un tartan inspiré du drapeau est enregistré auprès de la Scottish Register of Tartans (en). Il est approuvé par le ministre responsable de la Gaspésie, Jonatan Julien, et est officialisé le 30 novembre,.
Le drapeau est reconnu officiellement par les instances politiques en 2024 et 2025. Les conseils des municipalités régionales de comté de Bonaventure, La Matanie, La Haute-Gaspésie l'adopte en mai 2024, suivi du Rocher-Percé en février 2025,,,. Le 4 juin 2025, Stéphane Sainte-Croix, député de Gaspé, déclare l'« affirmation du symbole identitaire » que représente le drapeau devant l'Assemblée nationale.

## Symbolisme
Le drapeau inclut des éléments représentatifs de la Gaspésie :
- 4 ancres : souligne l'importance de la pêche et de la mer ;
- Étoile : souligne les origines acadiennes de la région (voir drapeau de l'Acadie) ;
- Croix blanche sur fond bleu : en référence au drapeau du Québec, les cantons bleus évoque aussi les 4 grands plans d'eau gaspésiens : le fleuve Saint-Laurent, l'estuaire du Saint-Laurent, la baie des Chaleurs et le golfe du Saint-Laurent ;
- Bordures rouges : en référence aux littoraux gaspésiens. Ces bordures sont aussi présentes sur le drapeau du Saguenay–Lac-Saint-Jean, autre région québécoise possédant un drapeau.